# 11306 Åkesson
11306 Åkesson (tên chỉ định: 1993 FF18) là một tiểu hành tinh vành đai chính. Nó được khám phá thông qua Uppsala-ESO Survey of Asteroids và Comets ở Đài thiên văn La Silla ở Chile ngày 17 tháng 3 năm 1993. Nó được đặt theo tên Sonja Åkesson,,một nhà văn, nhà thơ và họa sĩ Thụy Điển thế kỷ 20.